# Papírový dům: Korea
Papírový dům: Korea (v jihokorejském originále Čongiiečip: Kongdonggjongdžegujok, 종이의 집: 공동경제구역; v angličtině Money Heist: Korea – Joint Economic Area) je jihokorejský kriminální dramatický televizní seriál na motivy stejnojmenného španělského seriálu. Korejský seriál režírovaný Kim Song-ho a napsaný Rju Jong-dže je originální seriál Netflixu, v němž hrají Ju Či-tche, Pak He-su, Čon Čong-so, I Won-čong a Pak Mjong-hun. Zobrazuje krizovou situaci rukojmí odehrávající se na Korejském poloostrově, do které se zapojil geniální stratég a lidé s různými osobnostmi a schopnostmi. Prvních šest dílu seriálu mělo premiéru dne 24. června 2022.

## Synopse
Seriál, který je remakem španělského televizního dramatu, sleduje děj a postavy původního seriálu. Scenárista vnesl do děje kulturní a jazykové změny, aby mu dodal svěží chuť. Ju Či-tche ztvárňující postavu „Profesora“, geniální hlava zločinců, plánuje provést loupež na Korejském poloostrově. Do operace se zapojují geniální stratégové a zoufalci s různými vlastnostmi a schopnostmi, kteří musí čelit neobvyklým situacím.

## Obsazení

### Členové gangu
- Ju Či-tche jako Profesor
- Čon Čong-so jako Tokio
- Pak He-su jako Berlín
- I Won-čong jako Moskva
- Kim Či-hun jako Denver
- Čang Jun-džu jako Nairobi
- I Hjon-u jako Rio
- Kim Či-hun jako Helsinky
- I Kju-ho jako Oslo

### Policie
- Yunjin Kim jako So U-džin (Wudžin), vedoucí krizového vyjednávacího týmu spadající pod Národní policejní agenturu
- Kim Song-o jako kapitán Čha Mu-hjok, bývalý zvláštní agent vyslaný vyřešit krizi s rukojmími

### Rukojmí
- Pak Mjong-hun jako Čo Jong-min, ředitel korejské mincovny
- I Ču-bin jako Jun Mi-son, účetní korejské mincovny

### Ostatní
- Im Či-jon
- I Ši-u jako Ann

## Produkce

### Vývoj
V červnu 2020 bylo oznámeno, že BH Entertainment plánuje remake seriálu Papírový dům v koprodukci se společností Zium Content. V té době probíhala jednání s Netflixem, přičemž seriál byl ve fázi vývoje. Dne 1. prosince 2020 Netflix potvrdil korejský remake seriálu s Kim Hong-sun jako režisérem a Rju Jong-dže jako scenáristou. Produkci má na starosti BH Entertainment a seriál bude mít 12 epizod.

### Casting
Dne 31. března 2021 Netflix zveřejnil obsazení seriálu. Po dokončení obsazení začal proces lokalizace dějové linie a postav. Stres měl udržet vyprávění originálu a fyzické vlastnosti postav naživu. Im Či-jon se připojila k obsazení v dubnu 2021. I Hjon-u nahradil Paka Čong-ua kvůli datovým konfliktům s jiným seriálem Fly High Butterfly. Korejské postavy a herecké obsazení byly porovnány, přičemž byly vykresleny podobnosti a rozdíly mezi originálem a adaptací.

### Natáčení
Plánované natáčení dne 7. července 2021 bylo zrušeno z důvodu preventivní karantény spojené s pandemii covidu-19 v Jižní Koreji.
Dne 17. ledna 2021 Netflix odhalil anglický název seriálu jako Money Heist: Korea – Joint Economic Area.
Dne 29. dubna 2022 Netflix zveřejnil datum premiéry seriálu na 24. června 2022.